# Дудич, Андраш

Герб Дудича

Андраш Дудич или Андраш Дудис (венг. horehoviczai Dudich András, хорв. Andrija Dudić Orehovički, лат. András Dudith de Horahovicza; 5 февраля 1533, Буда — 22 февраля 1589, Бреслау) — венгерский гуманист, священнослужитель, католический епископ книнский и печский, дипломат, писатель, деятель Реформации. Вольнодумец XVI века.

## Биография
Родился в знатной дворянской семье хорватского происхождения. Его отец был хорватом, а мать — итальянкой. Образование получил в университетах Италии, Бреслау, Вены, Брюсселя и Парижа.
В 1560 король император Священной Римской империи Фердинанд I назначил его епископом Книна в Хорватии.
Активно участвовал в XIX Вселенском соборе католической церкви (1545—1563), на котором обсуждались концепции ряда догматов.
Позже стал епископом печским. Император Максимилиан II в 1574 году, подтвердил дворянство Дудича и пожаловал ему новый герб, увенчанный имперским орлом.
В 1565 году Дудич отправился в Польшу в качестве посла Максимилиана II, где познакомился с идеями протестантского движения Польские братья, стал приверженцем протестантизма, отрекся от епископского поста и женился.
В Польше он был одним из радикальных антитринитарных мыслителей. В своих трудах ставил под сомнение традиционное понимание догмата о Святой Троице. В 1582 г. в ряде вопросов, которые волновали Дудича (крещение, вопросы почитания и призывания Христа в молитвах, антропологические и сотериологические проблемы), им поставлена также проблема соотношения Ветхого и Нового Заветов. Как образованный человек своей эпохи, А. Дудич усмотрел серьезное различие между двумя частями Священного писания.
В 1583 купил г. Смигель, ставший одним из основных центров польской Реформации. 
Поддерживал переписку с видными религиозными деятелями антиртинитарского толка (Д. Бландрата, Ф. Социн, Я. Палеолог и др.).
После избрания на польский престол Стефана Батория, А. Дудич, опасаясь репрессий с его стороны по отношению к иноверцам, оставил Краков и переехал в Бреслау. Здесь он входил в круг гуманистов И. Краффтхайма. Затем поселился в Моравии. Стал членом христианской евангелической деноминации Чешские братья .
Хотя А. Дудич поддерживал Реформацию, он был противником религиозного экстремизма и осуждал фанатизм как протестантов, так и католиков.
Похоронен в базилике св. Елизаветы Венгерской во Вроцлаве.

## Избранные труды
- Dionisii Halicarnassei de Thucydidis Historia Judicium. Andr. Duditio Pannonio interprete. Венеция 1560.
- Orationes duae in concilio Tridentino habitae 6. apr. et 16. jun. 1562. cum praefatione ad Nicolaum Olahum Archiep. Брешиа 1562.
- Orationis pro clero Hungariae et orationes ad Tridentinam Synodum. Венеция 1562.
- Oratio de calice laicis permittendo in concilio Tridentiino habita. Падуя, 1563.
- Vita Reginaldi Poli card. Венеция 1563.
- Commentariolus de cometarum significatione et Dissertationes novae de cometis. Базель, 1579.
- Orationes in concilio Tridentino habitae. Apologia ad Maximilianum II. Commentarius pro conjugii libertate. Cum Appendice Epistolarum imp. et principum Germ. Orationum ac scriptorum aliquot de communione sub utraque specie, de connubio sacerdotum, de Ecclesiae reform., de Syn. Trid. potissimis actionibus, edita studio Qu. Reiter. 1610.
- Orationes quinque in concilio Tridentino habitae… Praefatus est ac Dissertationem de vita et scriptis ill. auctoris historico-criticam adjecit Lorandus Samuelfy. 1743.